# 富豪酒家
富豪酒家（英語：Fu Ho Restaurant），在1996年由翁仰光先生創立，而主要品牌為「阿翁鮑魚」。
而分店則有3家，也就是位於香港香港島銅鑼灣駱克道454-456號、九龍尖沙咀彌敦道132號美麗華商場4樓C座，以及澳門新口岸高美士街利澳酒店3樓。而中國內地方面，則有廣州和鶴山。
而蔡瀾則被《志雲飯局》訪問，而訪問地點則是在美麗華商場分店作為活動場地，除此之外，亞洲電視《阿翁友約》也是作為提供活動場地訪問。
到了2016年，由於市況不景，該公司則食材、菜宴價格有所調整，而去應付突發事情。

## 連結
- FuHo.com.hk （页面存档备份，存于）